# Erfurt Hauptbahnhof

Der Erfurter Hauptbahnhof ist der zentrale Personenbahnhof der  thüringischen Landeshauptstadt Erfurt. Er ist Schnittpunkt der Schnellfahrstrecke Nürnberg–Leipzig sowie der Bahnstrecke Halle–Bebra und damit ein wichtiger Knotenpunkt im Schienenpersonenfernverkehr in Deutschland. Täglich nutzen etwa 46.000 Reisende den Bahnhof.

## Lage im Stadtraum
Der Erfurter Hauptbahnhof befindet sich im Stadtteil Altstadt 500 Meter südlich des Angers auf dem ehemaligen Festungswall aus dem 14. Jahrhundert. Südlich grenzt er hier an die Stadtteile Löbervorstadt und Daberstedt. Der Rangier- und Güterbahnhof sowie die Betriebsanlagen des Hauptbahnhofs liegen im Osten in der Krämpfervorstadt. Dort und in Daberstedt befanden sich früher zahlreiche Eisenbahner-Wohnungen. Der Bahnhof selbst wird im Süden vom Flutgraben und im Norden vom Willy-Brandt-Platz begrenzt. Unter dem Bahnhof führt die Bahnhofstraße hindurch, die dem öffentlichen Nahverkehr der Stadt dient. Dort verkehren die Stadtbahnlinien 1, 2, 3, 5 und 6 sowie Stadtbuslinien. Weitere Busse fahren am 150 Meter nordöstlich des Bahnhofs gelegenen Busbahnhof in der Bürgermeister-Wagner-Straße ab. In der angrenzenden Kurt-Schumacher-Straße befinden sich die Autozufahrt zum Bahnhof, die Parkplätze, der Taxistand sowie das IntercityHotel. Das alte Bahnhofshotel, der Erfurter Hof, diente im März 1970 zum Erfurter Gipfeltreffen zwischen Willy Brandt und Willi Stoph. Heute wird es als Geschäftshaus genutzt.

## Geschichte
Der Erfurter Hauptbahnhof erfuhr im Laufe der Geschichte mehrere Neu- und Umbauten.

### Bahnhof 1846–1890
Der Standort des neu zu bauenden Erfurter Bahnhofs war umstritten. Innerhalb der Erfurter Stadtbefestigung waren nur in sehr begrenztem Umfang Flächen vorhanden und außerhalb der Stadtbefestigung stand mit dem Krämpferfeld östlich des Schmidtstedter Tores eine geeignete Fläche zur Verfügung. Der Erfurter Bürgermeister Karl Friedrich Wagner sprach sich jedoch für einen Standort innerhalb der Stadtbefestigung aus und auch die preußischen Behörden und das Militär forderten einen Verlauf der Bahnstrecke durch die Festungswälle, damit sie den Bahnbetrieb in Krisensituationen unterbinden konnten. Im Juli 1845 fiel schließlich die Entscheidung, den Bahnhof innerhalb der Festungsmauern, nördlich der hohen Batterie anzulegen.

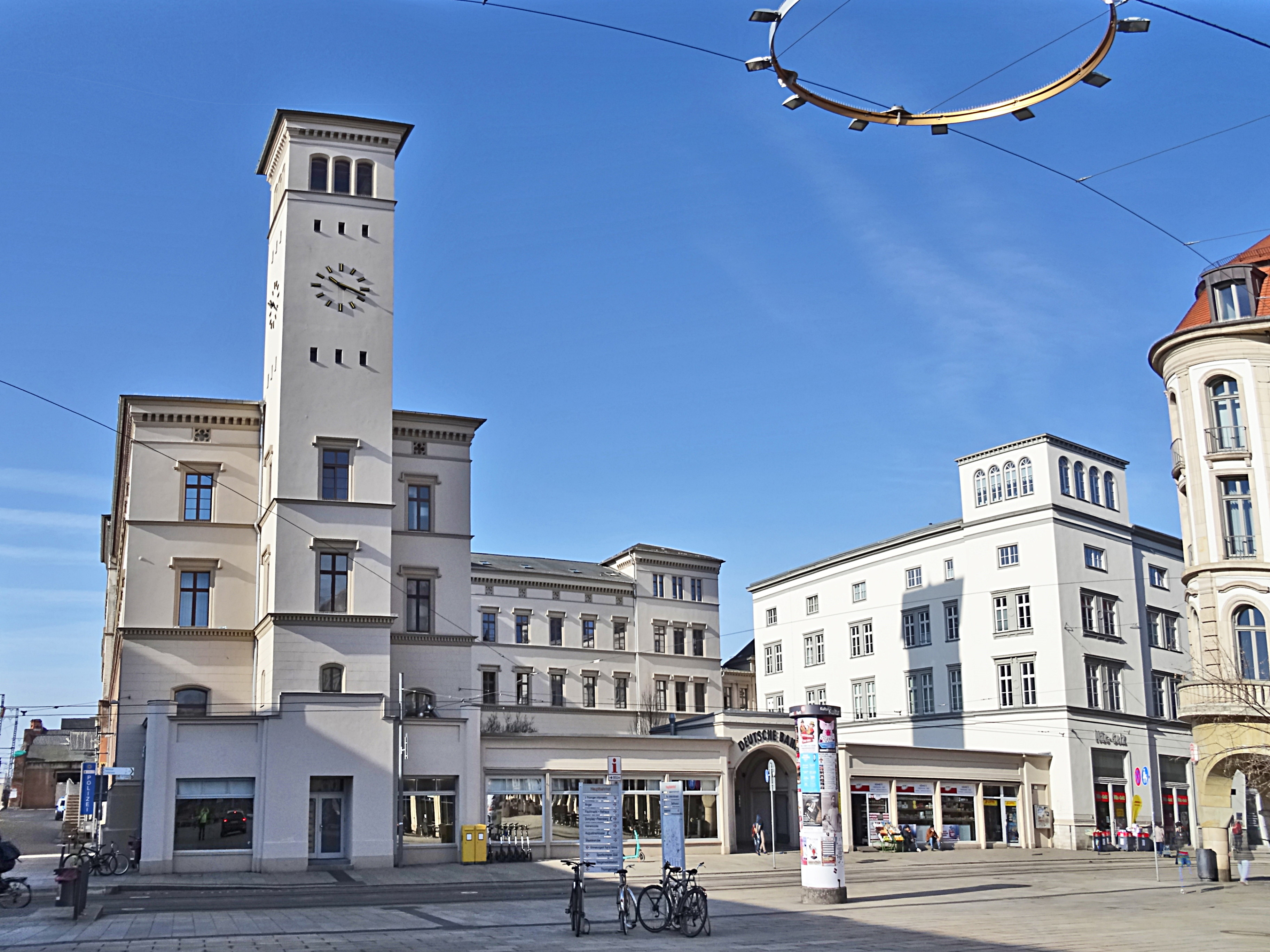
Erstes Empfangsgebäude (1847–1890), später Sitz der Rbd Erfurt

Der erste Bahnhof wurde ab 1846 im Zuge des Baus der Thüringer Bahn durch die Thüringische Eisenbahn-Gesellschaft errichtet. Aufgrund der gewählten Lage war auch der Bau zweier Doppeltunnel durch den Festungswall sowie mehrerer hölzerner Brücken über den Festungsgraben notwendig. Zur Eröffnung am 1. April 1847 gleichzeitig mit dem Abschnitt Weimar–Erfurt waren sämtliche Gebäude bis auf das Empfangsgebäude fertiggestellt, das 1852 vollendet wurde. Neben dem noch unvollendeten Empfangsgebäude verfügte der Bahnhof zur Eröffnung über ein Lokomotivgebäude, einen Güterschuppen, einen Wagenschuppen, einen Koksschuppen, eine Remise für Reservelokomotiven und eine Betriebswerkstätte. Schon wenige Jahre nach der Eröffnung genügten die Anlagen den wachsenden Anfordernissen nicht mehr. Zwei 1850 geplante Gebäude, je ein zusätzlicher Güter- und Wagenschuppen, wurden 1854 fertiggestellt. Eine Vergrößerung des Lokomotivschuppens war 1852 notwendig und ab 1855 wurde der Güterbahnhof erweitert. Ein Jahr später erhielt der Seitenflügel der Betriebswerkstätte ein weiteres Stockwerk, der Koksschuppen konnte nach Umstellung der Feuerung auf Steinkohle zu einem Lokomotivschuppen nebst großer Drehscheibe umgebaut werden.
Im Jahr 1860 folgte eine erneute Erweiterung der Güterverkehrsanlagen. Die beiden bestehenden Güterschuppen wurden erweitert und ein dritter neu gebaut. Der Platzmangel innerhalb der Festungsanlagen machte sich indes zunehmend bemerkbar und so erwarb die Thüringer Eisenbahn-Gesellschaft im Jahr 1865 vor dem Schmidtstedter Tor eine große Fläche, um einen Güterbahnhof zu errichten. Aufgrund des Deutschen Krieges 1866 verzögerte sich der Baustart und erst im Folgejahr konnten die Bauarbeiten beginnen. Im Jahr 1872 wurde der Güterbahnhof in Betrieb genommen, nachdem im Vorjahr die Güterschuppen umgesetzt worden waren; die komplette Fertigstellung erfolgte jedoch erst fünf Jahre später im Jahr 1877.
Der ab Eröffnung des Erfurter Hauptbahnhofs gültige Fahrplan sah vier Züge täglich zwischen Halle und Erfurt mit einer Fahrtzeit von drei bis dreieinhalb Stunden vor. Zehn Jahre später, im Sommer 1857, verkehrten zwei Schnellzüge, drei Personenzüge und ein Gemischter Zug täglich zwischen Halle und Eisenach über Erfurt.
Am 17. August 1869 eröffnete die Nordhausen-Erfurter-Eisenbahn-Gesellschaft die Bahnstrecke Nordhausen–Erfurt. Erfurter Endpunkt war zunächst der Nordhäuser Bahnhof auf dem Schmidtstedter Feld; es existierte jedoch von Anfang an ein Übergabegleis zum Bahnhof der Thüringer Eisenbahngesellschaft und ab 1872 fuhren Personenzüge dorthin durch. Der Nordhäuser Bahnhof diente fortan nur noch dem Güterverkehr und sein Empfangsgebäude ist heute ein Wohnhaus. Auch die Bahnstrecke Sangerhausen–Erfurt endete nach Eröffnung des Teilstücks nach Erfurt am 24. Oktober 1881 zunächst an einem eigenen Bahnhof, dem Sangerhäuser Bahnhof. Er lag unweit des Nordhäuser Bahnhofs und wurde wenige Jahre später über das seit 1863 bestehende Zweiggleis der Thüringer Bahn zum Königlichen Salzbergwerk Ilversgehofen in den Thüringer Bahnhof eingebunden. Auch der Sangerhäuser Bahnhof diente danach ausschließlich dem Güterverkehr.
Das dreigeschossige Empfangsgebäude des ersten Erfurter Bahnhofs ist noch erhalten und wird heute von der Deutschen Bahn AG genutzt. Es befindet sich westlich des heutigen Hauptbahnhofes und trägt eine weiß/olive Farbgebung. Früher, mit der niedrigen Bebauung der Bahnhofstraße, war sein Turm weithin sichtbar. Was wichtiger war: man konnte von ihm aus auch über die Festungswälle sehen. Das Gebäude war von 1847 bis 1890 in Betrieb und wurde später Sitz der Reichsbahndirektion Erfurt.

### Bahnhof 1890–2002

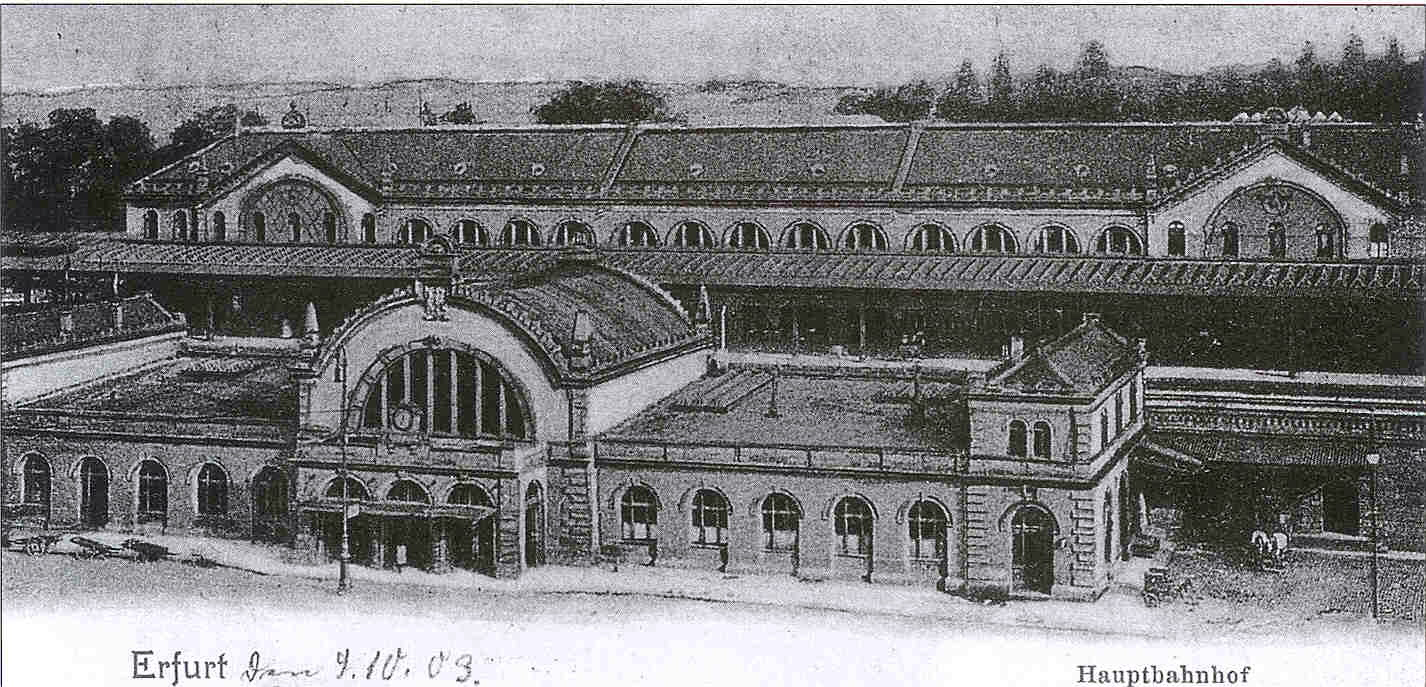
Erfurt Hbf, 1903

Das zweite Hauptbahnhofsgebäude des Inselbahnhofs wurde ab 1887 nach Plänen des Eisenbahnbauinspektors Eduard Keil und des Regierungsbaumeisters Otto Erlandsen errichtet und 1893 in Betrieb genommen. Es befindet sich 30 Meter östlich des ersten Bahnhofsgebäudes bestehend aus der Bahnhofsvorhalle am Bahnhofsplatz mit Geschäften und den Schaltern sowie dem eigentlichen Empfangsgebäude zwischen den Gleisen (Inselgebäude). Die Gebäude waren im Stil des Historismus gestaltet, mit gelben Verblendmauerwerk und roten Sandsteingewänden und -simsen. Die Gleise wurden auf einen Damm, den ehemaligen Festungswall, hochgelegt.

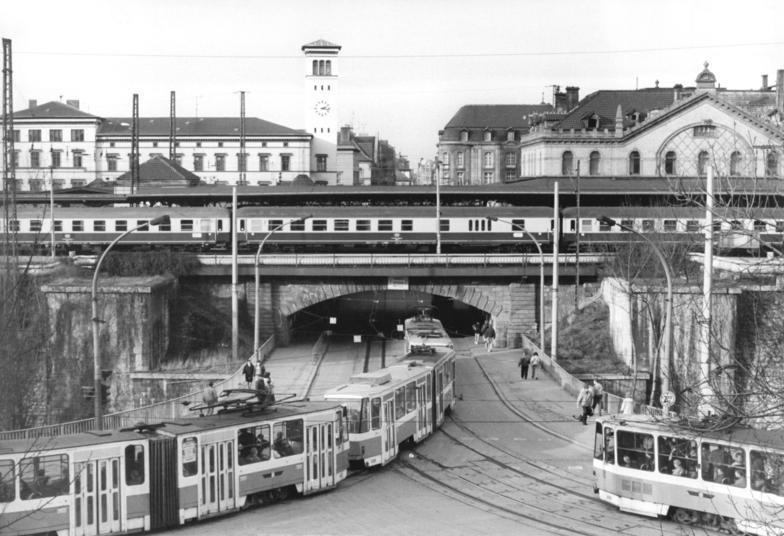
Südseite 1990

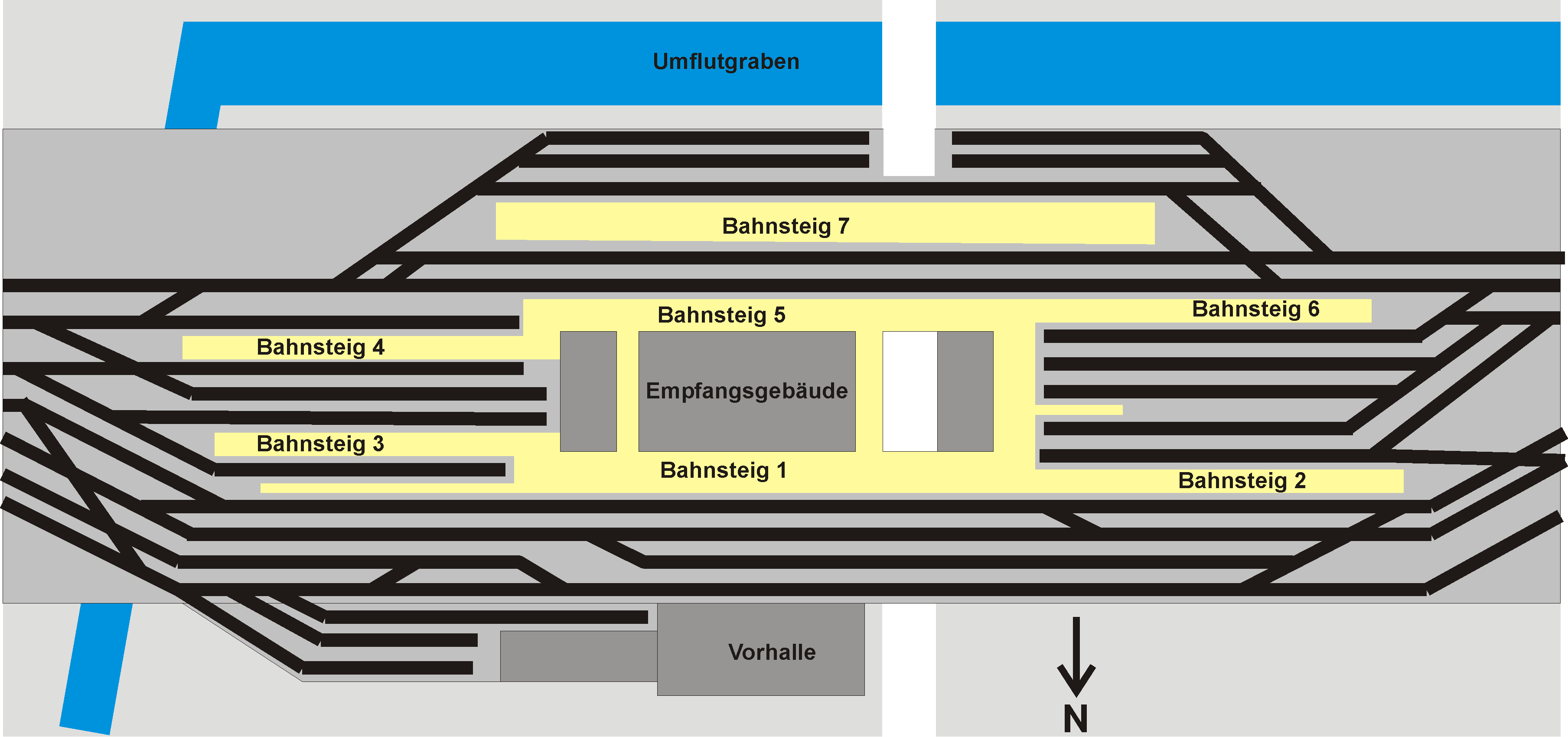
Gleisplan im Jahr 1957

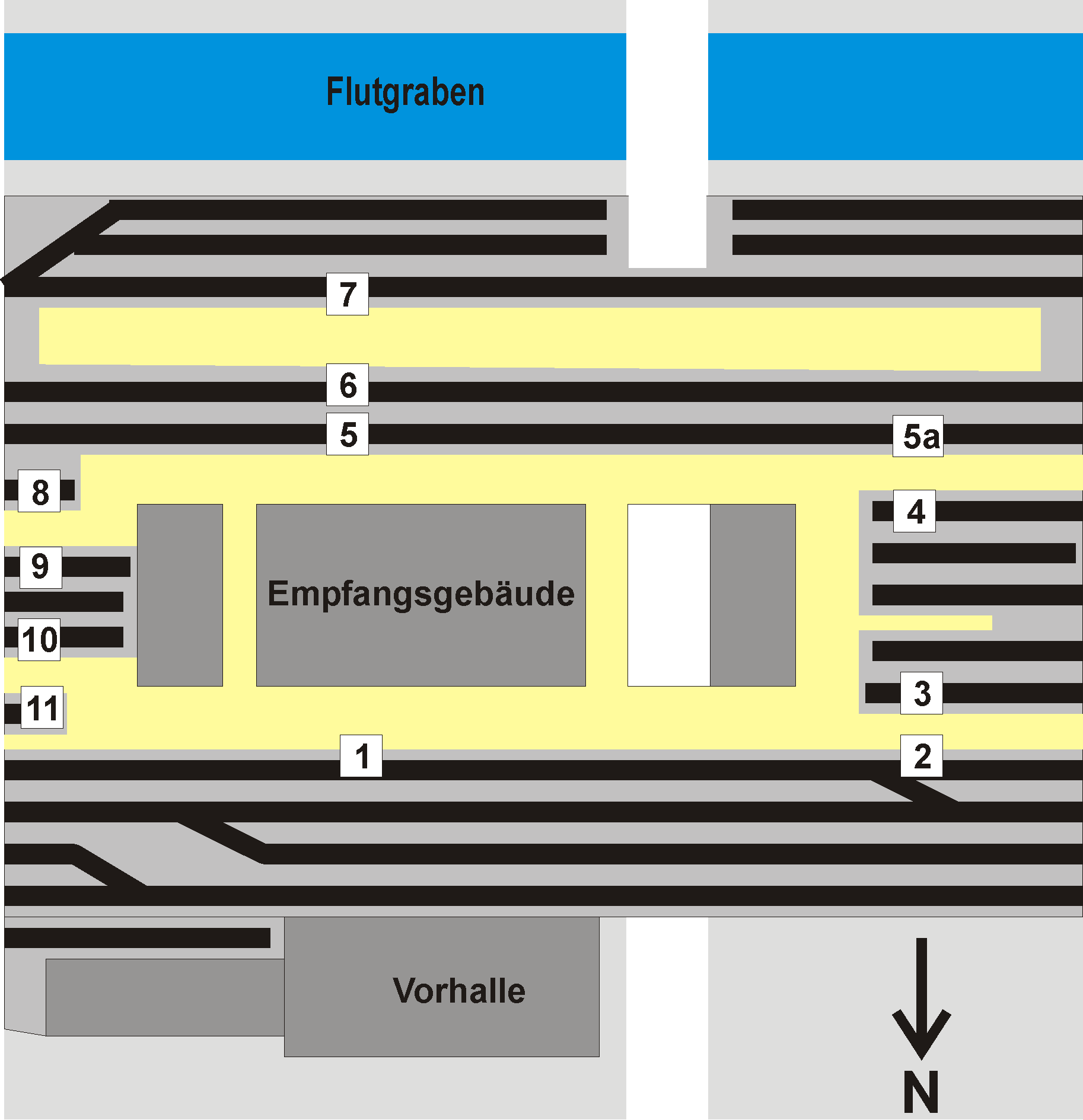
Bahnsteignummern von 1975 bis 2005

Der Bahnhof hatte auf der Südseite am Bahnsteig 5 und 6 das durchgehende Hauptgleis von Bebra nach Halle und auf der Nordseite an den Bahnsteigen 1 und 2 das Gleis für die Gegenrichtung. Im Jahr 1912 wurde am Bahnsteig 1 eine zusätzliche Weiche eingebaut, wodurch die Möglichkeit bestand, zwei Züge hintereinander an den Bahnsteigen 1 und 2 abzufertigen. Daneben gab es zwei Gleise, welche auf der Nordseite lagen und dem Güterverkehr als Durchfahrgleise vom Güterbahnhof Erfurt nach Neudietendorf dienten. Die östlichen Stumpfgleise am Bahnsteig 4 waren für die Züge von und nach Sangerhausen und am daneben liegenden Bahnsteig 3 für die Züge von und nach Nordhausen und Bad Langensalza. Die westlichen Stumpfgleise am Bahnsteig 2 und 6 dienten meist für die Züge von und nach Arnstadt und weiter Richtung Suhl, Ilmenau, Meiningen oder Saalfeld. Zusätzlich gab es auf der Südseite den Inselbahnsteig 7 mit Durchgangsgleisen für Züge Richtung Osten nach Weimar, welcher in den Jahren 1940/1941 gebaut wurde. Im März 1970 begann hier das Erfurter Gipfeltreffen zwischen Willy Brand und Willi Stoph. Die Bahnsteigbezeichnung galt bis 1975. Danach gab es eine neue Zählweise, da jedes Gleis an einem Bahnsteig eine eigene Nummer erhalten hatte. 1992 wurde von der Deutschen Bundesbahn die Bezeichnung Gleis statt Bahnsteig übernommen. Dies war allerdings etwas problematisch, weil die betriebsinternen Gleisnummern in der Sicherungstechnik nicht den ausgezeichneten Bahnsteignummern entsprachen.
Auf der südlichen Seite befand sich an der Westeinfahrt das Stellwerk Ew und an der Ostausfahrt das Reiterstellwerk Er. Zusätzlich gab es zwischen den Gleisen 5 und 8 das Pilzstellwerk Es sowie auf der Vorhalle das kleine Ev („Vogelnest“). Die Elektrifizierung der Gleisanlagen erfolgte 1967 und Erfurt Hbf wurde ab 1976 vom Städteexpress bedient. Zudem fuhr von hier ab gleichen Jahr die S-Bahn Erfurt zum Haltepunkt Berliner Straße im Stadtteil Rieth.
Dieser zweite Bau war in seiner ursprünglichen Form bis 2000 in Betrieb. Von ihm steht nur noch die Eingangshalle, die in den neuen, dritten Bahnhof integriert wurde.

### Umbau

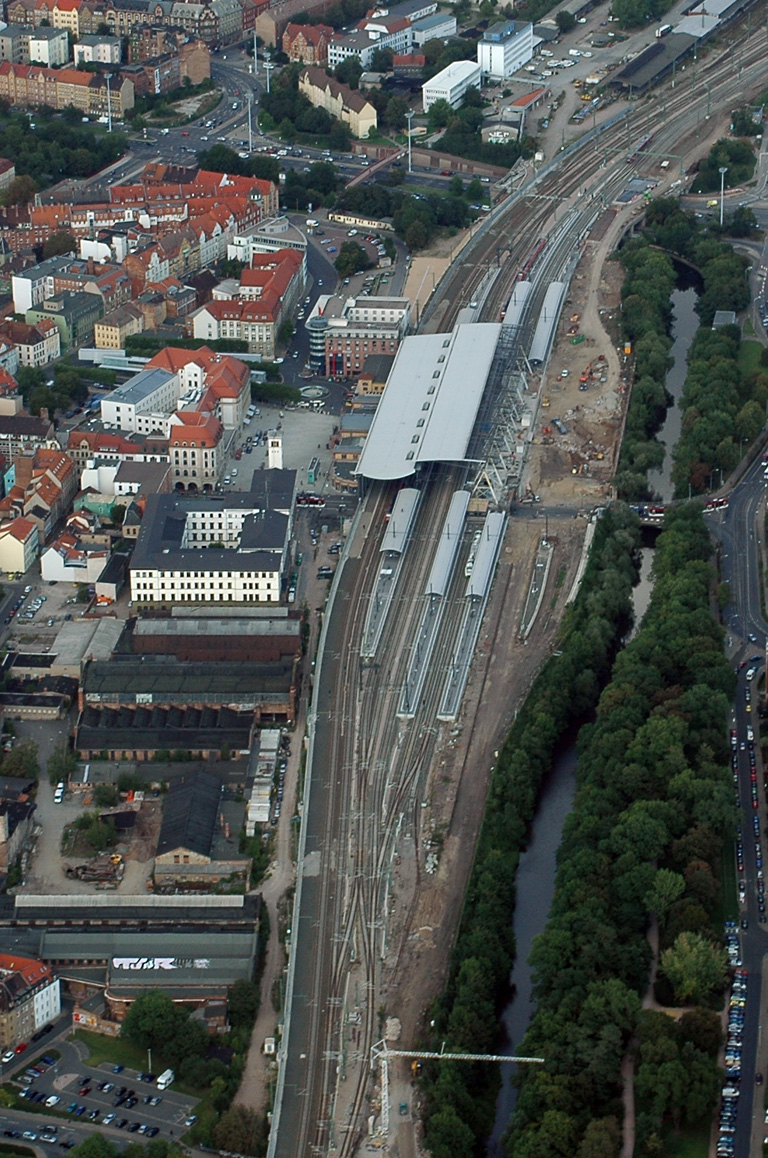
Bauzustand im August 2007 (Luftbild)

Am 18. August 1992 erteilte die Zentrale Hauptverwaltung (ZHvDR) den Vorplanungsauftrag für den Knoten Erfurt. Daraufhin wurde mit einer planerischen Bearbeitung begonnen. Die Vorplanungsunterlagen lagen Mitte 1993 der ZHvDR zur Bestätigung vor. Vorgesehen waren dabei ein neues elektronisches Stellwerk, die Erneuerung von 44 km Gleisanlagen und 143 Weicheneinheiten. 11 Brücken im Stadtgebiet von Erfurt sollten ersetzt oder saniert werden. Für die Maßnahmen waren 439 Millionen DM vorgesehen.
Der Bahnhof wurde ab 2002 – nach Abriss des die Silhouette bis dahin bestimmenden historischen Inselgebäudes – umfassend modernisiert und am 13. Dezember 2008 offiziell dem Verkehr übergeben, wobei noch nicht alle Umbauarbeiten abgeschlossen waren. Die Kosten für den Umbau sollten ungefähr 260 Millionen Euro betragen. Der Freistaat Thüringen und die Stadt Erfurt beteiligten sich daran mit 44 Millionen Euro.
Der Planfeststellungsbeschluss für den Umbau wurde Mitte der 1990er Jahre erlassen. Der erste Spatenstich wurde am 22. September 2001 begangen. Die neu errichteten Gleisanlagen umfassen 12 Bahnsteiggleise an 10 Bahnsteigen sowie 67 Weichen. Im Zuge der Bauarbeiten wurden auch sechs Eisenbahnbrücken neu errichtet. Unter den Bahnanlagen entstand ein „Dienstleistungszentrum“ auf einer Fläche von rund 3.000 m². Unterhalb dieses Einkaufszentrums befindet sich eine Tiefgarage. Beide Einrichtungen wurden im Zuge der Planung in ihrer Größe reduziert.
Für den Hauptbahnhof wurde ein offener Realisierungswettbewerb mit städtebaulichem Ideenwettbewerb realisiert. Im Herbst 1995 wählte eine elfköpfige Jury unter insgesamt 123 eingereichten Arbeiten den siegreichen Entwurf zur Umgestaltung des Bahnhofs aus. Bürgerproteste gegen den Abriss des historischen Inselgebäudes, die durch einen Bauhistoriker der Bauhaus-Universität Weimar unterstützt wurden, hat man nicht berücksichtigt.
Im September 1995 wurde der Planfeststellungsbeschluss für den Umbau des Eisenbahnknotens erlassen. Die geplanten Maßnahmen umfassten fünf Kilometer Gleis, 46 Kilometer Fahrleitungen und die Erneuerung von acht Eisenbahnbrücken.
Am 26. März 1998 wurde die Finanzierungsvereinbarung für den Umbau geschlossen. Die geplanten Gesamtkosten lagen bei rund 207 Millionen DM. Die Arbeiten sollten im Herbst 1999 beginnen und im Jahr 2003 abgeschlossen werden. Vor Beginn der großflächigen Bauarbeiten wurde am 14. März 1999 zunächst ein elektronisches Stellwerk (ESTW) zur Steuerung des Eisenbahnknotens Erfurt in Betrieb genommen. Über die Anlage, die acht bis zu 92 Jahre alte Relais-, elektromechanische und mechanische Stellwerke ersetzte, steuerten zur Betriebsaufnahme bis zu drei Fahrdienstleiter 155 Weichen, 154 Signale und 119 Zusatzsignale. Diese frühzeitige Fertigstellung war notwendig geworden, da für die alte Sicherungstechnik ein Umbauverbot bestand. Konzeptionell wurde eine sicherungstechnische Längstrennung des Bahnhofes vorgesehen, um die Umbaumöglichkeit in Teilstufen durchführen zu können. Das ESTW wird heute aus der Betriebszentrale Leipzig fernbedient.
Im Oktober 2001 wurden auch der Bahnhof Vieselbach sowie der heutige Haltepunkt Hopfgarten sowie mehrere Blocksignale zwischen Vieselbach und Weimar an die bestehende Unterzentrale des elektronischen Stellwerks angebunden.
Nach achtmonatiger Bauzeit wurde am 21. August 2002 das sanierte Empfangsgebäude in Betrieb genommen. Die mit rund 250 Millionen Euro kalkulierten Baumaßnahmen sollten zu diesem Zeitpunkt bis 2006 abgeschlossen werden.
Mit dem umfassenden Umbau des Erfurter Hauptbahnhofs wurde im Jahr 2002 begonnen. Dabei wurde eine umfassende Neugestaltung der Gleisanlagen vorgenommen sowie das bisherige Empfangsgebäude (teilweise) und die Unterführung der Bahnhofsstraße abgerissen. Durch den Umbau soll der Hauptbahnhof Erfurt insbesondere zukünftig die Funktion eines Knotens zwischen den Schnellfahrstrecken Nürnberg–Erfurt und Erfurt–Leipzig/Halle erfüllen können. Ein wesentliches Ziel der Planung war, die ICE-Linie zwischen München und Berlin mit der ICE-Linie zwischen Frankfurt am Main und Dresden zu verknüpfen und durch Korrespondenzhalte die Reisezeiten zu verkürzen.
Zwischenzeitlich ruhten die Bauarbeiten für zwei Jahre, als unklar war, ob die beiden an Erfurt anschließenden Schnellfahrstrecken-Projekte realisiert werden würden.

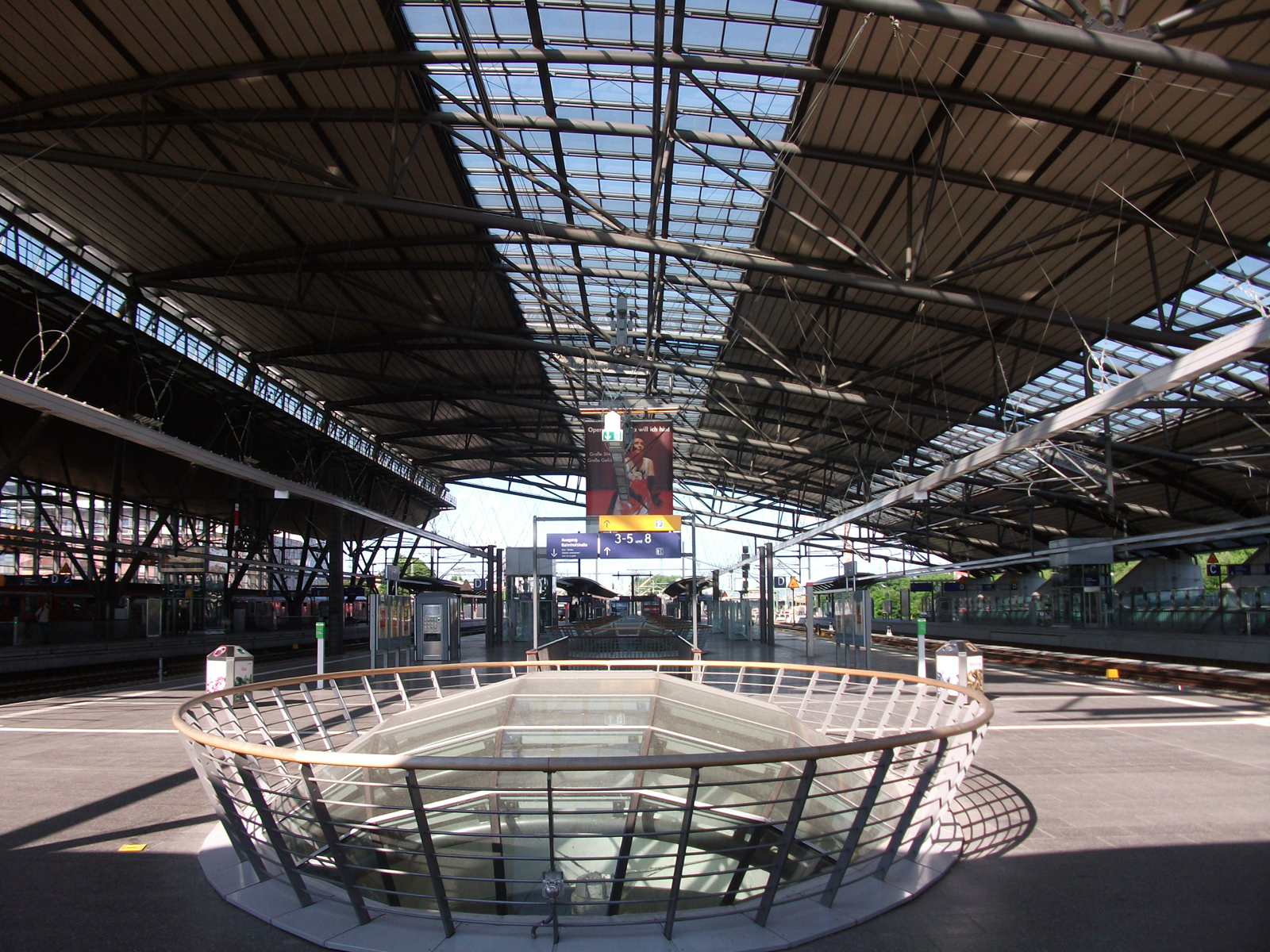
Innerhalb der Bahnsteighalle (2010)

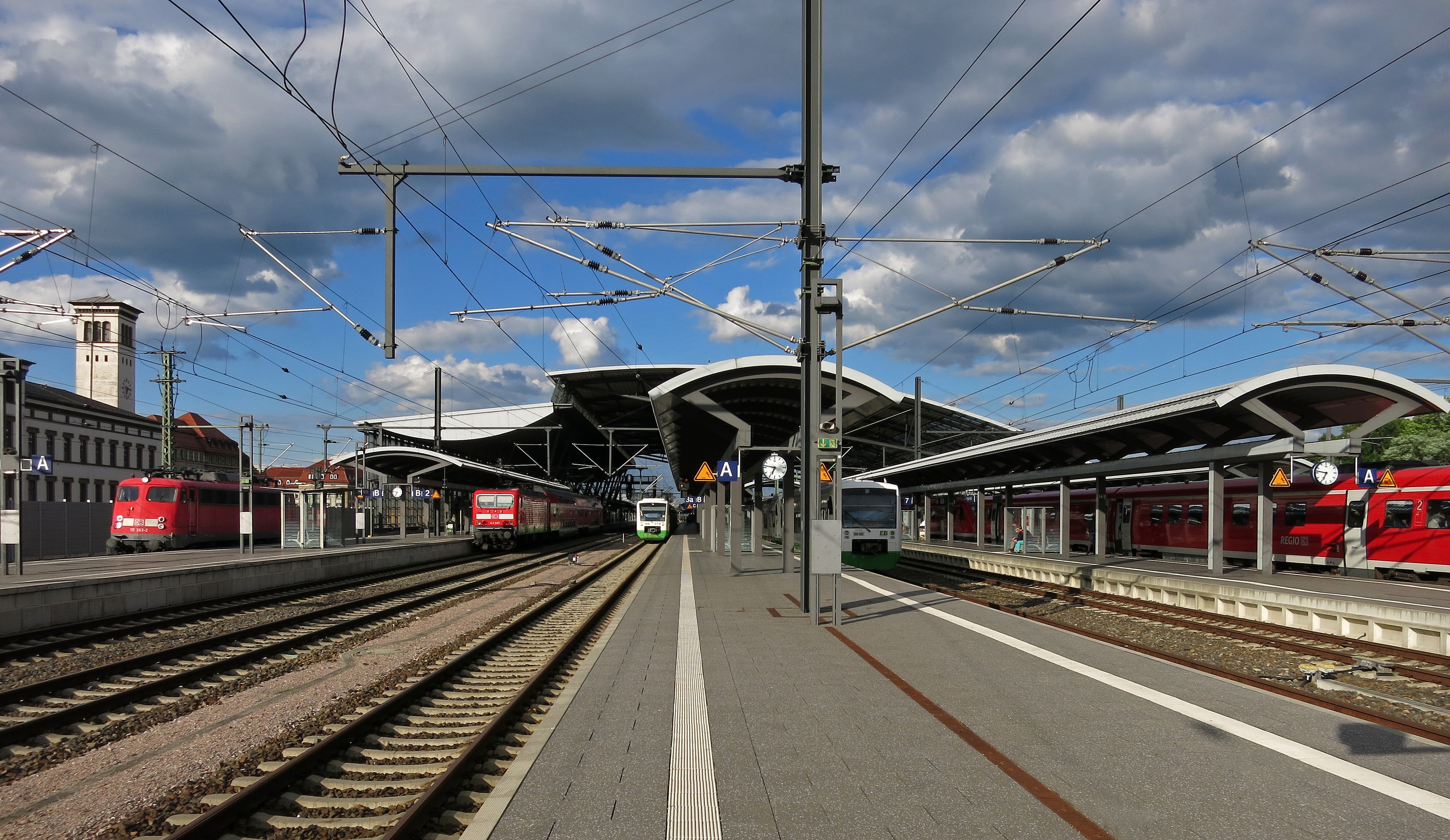
Blick auf die Halle Erfurt Hbf. 2014

Der Neubau des Bahnhofs erfolgte in mehreren Abschnitten, da der Zugverkehr vollständig aufrechterhalten werden musste. Hierzu wurde zuerst auf der Südseite des Bahnhofs ein provisorischer Bahnsteig für das zusätzliche Gleis 7a gebaut. Realisiert wurden Inselbahnsteige mit neun Durchgangsgleisen sowie vier Stumpfgleisen. Die beiden außen liegenden Fernbahnsteige 1/2 und 9/10 haben eine Länge von 420 Meter.
Das zweischiffige, 154 Meter lange Hallendach besteht aus einem Seitenschiff mit 20 Metern und einem Hauptschiff mit 65 Metern Spannweite, bei einer maximalen Höhe von rund 20 Metern. Die ursprünglich geplante Länge lag bei 190 Meter. Während des Umbaus des rund 2,5 Kilometer langen Knotenbereichs wurden auch Schallschutzwände mit einer Gesamtlänge von rund 3,0 Kilometern errichtet.
Als erster Teil des Bahnhofneubaus konnte im Jahr 2005 die umgebaute Vorhalle eingeweiht werden.
Zum Fahrplanwechsel im Dezember 2005 wurde die Nordseite des Hauptbahnhofs offiziell in Betrieb genommen. Er bestand aus einer „halben“ Glashalle im Obergeschoss, die den neu eröffneten nördlichen Inselbahnsteig mit den Gleisen 1 und 2 und teilweise den Mittelbahnsteig überspannt, sowie der Geschäftspassage im Erdgeschoss und der Tiefgarage.
Die geplanten Gesamtkosten lagen zu diesem Zeitpunkt bei 260 Millionen Euro. Sie wurden durch den Freistaat Thüringen, die Landeshauptstadt Erfurt und die Deutsche Bahn aufgebracht.
Die nächste Teileröffnung fand am 3. Juni 2007 statt. Im Rahmen einer 44-stündigen Vollsperrung wurden dabei der nördliche Teil des Mittelbahnsteiges mit Gleis 3 sowie den vier neuen Stumpfgleisen Gleis 4 und 5 am östlichen sowie 6 und 7 am westlichen Bahnsteigende in Betrieb genommen. In der letzten Bauphase wurde bis März 2008 der alte Südteil des Gleisbereichs (alte Gleise 5, 6, 7 und 7a) einschließlich der verbliebenen alten Bahnüberführung abgerissen. Danach wurden der Rest der Glasdachkonstruktion und die darunter befindlichen Bahnsteige mit den Gleisen 8, 9 und 10 errichtet. Die Inbetriebnahme erfolgte am 30. November 2008 nach einer 27-stündigen Vollsperrung. Dabei wurde der südliche Fernbahnsteig 9 zunächst als 320 Meter langer Kopfbahnsteig ohne Oberleitung in Betrieb genommen und der Bahnsteig 10 provisorisch angeschlossen, bis zwei anschließende Brückenbauwerke in der östlichen Ausfahrt fertiggestellt waren.
Ende Mai 2012 wurden im Zuge einer 64-stündigen Totalsperrung weitere Gleisanlagen der Neubaustrecken östlich und westlich des Hauptbahnhofs mit einer Länge von 12 Kilometern eingebunden. Auch die Bahnsteige 9/10 waren nun beidseitig angebunden und in voller Länge von 420 Metern als ICE-Bahnsteige nutzbar. Weiterhin wurde der neue Südeingang über den Flutgraben der Nutzung übergeben und der Wartesaal neu gestaltet.
Östlich des Hauptbahnhofs, in Daberstedt entstand ein Kreuzungsbauwerk, auf dem Fernzüge der Neubaustrecke nach Leipzig die Gleise der Strecken von Sangerhausen und von Wolkramshausen höhenfrei überqueren. An Pfingsten 2013 wurde das Bauwerk im Rahmen einer weiteren Sperrung des Knotens in Betrieb genommen. Auch die fünfgleisige Inbetriebnahme westlich des Hauptbahnhofs erfolgte damals.
Für die Einbindung der beiden Neubaustrecken erfolgten insgesamt neun Vollsperrungen. Von 480 Millionen Euro geplanten Gesamtkosten waren bis Mai 2012 336 Millionen Euro investiert. Mehrere dutzend Unternehmen und mehr als 300 Menschen waren an dem Projekt beschäftigt (Stand: August 2014). Vom 20. bis 22. November 2015 war der Bahnhof zur Inbetriebnahme weiterer Gleisanlagen voll gesperrt. Zwei weitere Baustufen, jeweils mit einer Vollsperrung folgten. Ende November 2017 war eine Vollsperrung, um eine neue ETCS-Software-Version einzuspielen. Die nächste Vollsperrung war am 22. bis Mittag 23. Juni 2019, um letzte Komplettierungen für ETCS vorzunehmen und neue Software zu installieren.
Die Durchfahrgeschwindigkeit beträgt seit Abschluss der Baumaßnahmen bis zu 100 km/h.

### Ausblick
In einer zweiten Ausbaustufe des Umbaus soll die Strecke von Eisenach niveaufrei mit der Neubaustrecke nach Leipzig verbunden werden. Aufgrund fehlender Mittel ist dieser Ausbau nur noch als Option vorgesehen, für die entsprechende Flächen freigehalten werden.
Ausbauten im Knoten Erfurt sind, neben anderen Maßnahmen, geplant, um im Rahmen des Deutschlandtakts die Fahrzeit zwischen Nürnberg und Erfurt von rund 80 auf knapp 60 Minuten zu verkürzen. Der im Juni 2020 vorgelegte dritte Gutachterentwurf sieht für Erfurt Hauptbahnhof Überwerfungen in beiden Bahnhofsköpfen sowie zusätzliche Weichen vor. Für die Überwerfungsbauwerke im Ost- und Westkopf sind, zum Preisstand von 2015, Investitionen von 174 Millionen Euro vorgesehen. Die Erstellung einer Machbarkeitsstudie und einer Betrieblichen Aufgabenstellung für derartige Überwerfungsbauwerke sowie Maßnahmen zur Geschwindigkeitserhöhung zwischen Nürnberg und Erfurt, wurden im April 2022 ausgeschrieben. Im April 2024 wurden für den westlichen Bereich sechs Varianten für 160 bzw. 200 km/h vorgestellt: zwei Varianten eingleisiger Verbindungskurven bei Molsdorf sowie vier Varianten von Überwerfungsbauwerken zwischen Bischleben und Hochheim. Für den östlichen Bereich wurden viert Varianten mit Über- oder Unterführungsbauwerken am Erfurter Güterbahnhof oder nahe Azmannsdorf als Varianten vorgestellt. Am 12. August 2025 wurden die Vorzugsvarianten vorgestellt, die jeweils ein Überwerfungsbauwerk in Bischleben und Azmannsdorf vorsehen, im Anschluss wurde mit der Vorplanung begonnen. Diese soll bis 2027 erfolgen, ab 2028 dann die Entwurfsplanung mit anschließender Genehmigungsplanung. Die Bauarbeiten sollen in den 2030er Jahren erfolgen.

## Aufbau

### OG: Bahnsteige

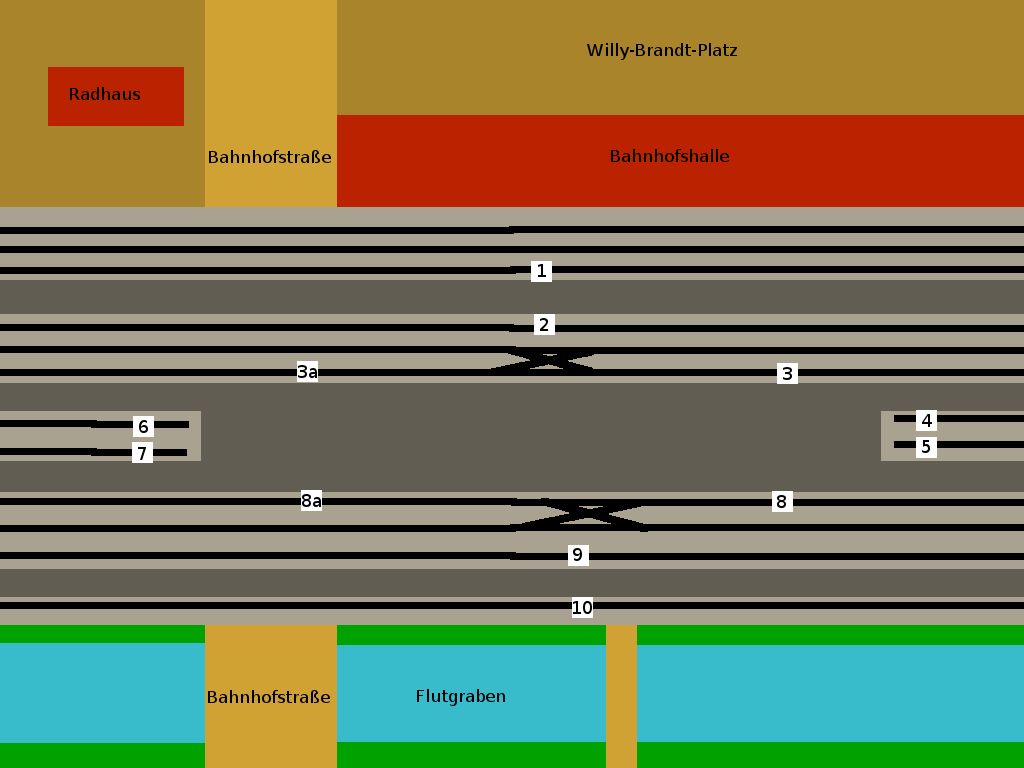
Bahnsteigskizze des Hauptbahnhofs Erfurt (Stand Juni 2016)

Die drei Bahnsteigplattformen, die die zwölf Bahnsteiggleise erreichbar machen, befinden sich im Obergeschoss. Jede Bahnsteigplattform ist über eine Rolltreppe, eine Treppe und eine Aufzugsanlage vom Bahnhofsinneren aus und über jeweils eine Treppe von der Unterführung der Bahnhofstraße aus erschlossen. Jeder Bahnsteig ist größtenteils überdacht.
Am 4. November 2022 wurde der neu errichtete Pavillon der Bahnhofsmission in Betrieb genommen. Er befindet sich auf dem mittleren Regionalbahnsteig.
| Gleis  | Länge in m | Höhe in cm | Aktuelle Nutzung (hauptsächlich) (Stand: Januar 2022) |
| ------ | ---------- | ---------- | --- |
| 1      | 420        | 76         | - ICE 50 -> Wiesbaden Hbf - ICE 18 -> München Hbf - ICE 28 -> München Hbf - ICE 29 -> München Hbf - RE 1 -> Göttingen                                                           |
| 2      | 420        | 76         | - ICE 11 -> München Hbf - RE 2 -> Kassel-Wilhelmshöhe |
| 3 + 3a | 554,5      | 55         | - 3 - RE 16 -> Naumburg (Saale) Hbf - RE 55 -> Nordhausen - RE 52 -> Leinefelde - RB 59 -> Sangerhausen - RB 59 -> Sömmerda - 3a - RE 7 -> Würzburg Hbf - RB 20 -> Eisenach Hbf |
| 4      | 215        | 55         | - RE 2 -> Kassel-Wilhelmshöhe - RE 55 -> Nordhausen - RE 56 -> Nordhausen - RB 52 -> Leinefelde - RB 59 -> Sangerhausen/Sömmerda                                                |
| 5      | 213        | 55         | - RE 10 -> Magdeburg Hbf - RB 59 -> Sömmerda |
| 6      | 184,2      | 55         | - RE 50 -> Meiningen - RE 45 -> Ilmenau - RB 46 -> Ilmenau - RB 23 -> Saalfeld (Saale)                                                                                          |
| 7      | 184,2      | 55         | - RB 46 -> Ilmenau - RB 23 -> Saalfeld (Saale) - RB 44 -> Meiningen - RE 50 -> Meiningen                                                                                        |
| 8 + 8a | 552,4      | 55         | - 8 - RB 20 -> Leipzig Hbf - 8a - RE 1 -> Gera Hbf - RE 3 -> Altenburg |
| 9      | 421        | 76         | - ICE 18 -> Hamburg-Altona - ICE 28 -> Hamburg-Altona - IC 51 -> Köln / Düsseldorf - RB 21 -> Gera Hbf                                                                          |
| 10     | 419        | 76         | - ICE 50 -> Dresden Hbf - ICE 11 -> Berlin Gesundbrunnen - IC 51 / RE 51 -> Gera Hbf - RE 3 -> Jena-Göschwitz                                                                   |

### EG: Geschäftspassage
In dem Erdgeschoss, das auf gleicher Ebene mit dem Willy-Brandt-Platz liegt, ist neben dem Reisezentrum und dem Infopoint der Deutschen Bahn auch ein Kundenzentrum von Abellio. Des Weiteren befinden sich auf dieser Ebene die Haltestellen der EVAG für Bus und Straßenbahn, die in der Unterführung der Bahnhofstraße liegen und Läden. Schließfächer, Toiletten, Bankautomaten, Fahrkartenautomaten etc. sind auf dieser Ebene ebenfalls untergebracht. Die weitläufigen, breiten Gänge, die alles miteinander verbinden und auch die Aufgänge zu den Bahnsteigen erreichbar machen, werden zeitweise und auch Saisonal für öffentliche Ausstellungen sowie kleine Märkte genutzt.

### UG: Tiefgarage
Die Tiefgarage, die unter weiten Teilen des Bahnhofsvorplatzes, Willy-Brandt-Platz, und des Bahnhofes liegt, ist durch eine zentral gelegene Aufzugsanlage (zu den Passagen und dem Bahnsteig 3a/8a), sowie über einen Aufzug (zu den Passagen und dem Bahnsteig 1/2) und eine Treppe am Kassenautomaten direkt mit dem Bahnhof verbunden.

## Verkehrsanbindung

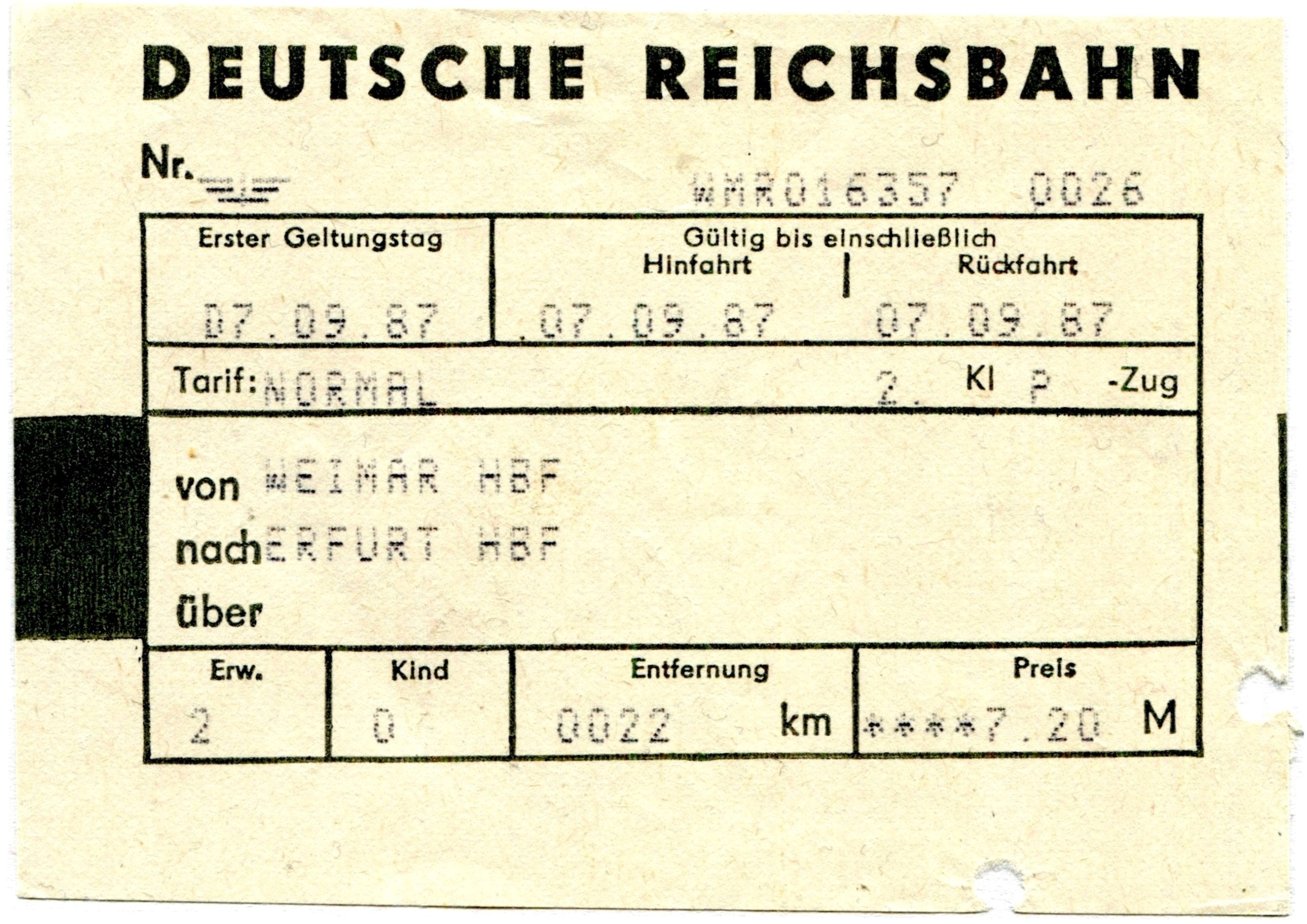
Fahrschein Deutsche Reichsbahn von Weimar Hauptbahnhof nach Erfurt Hauptbahnhof aus dem Jahr 1987

Bis zum Jahr 1945 war der Bahnhof ein wichtiger nationaler Knotenpunkt an der Ost-West-Strecke, welche Berlin mit Frankfurt am Main sowie Mitteldeutschland mit dem Ruhrgebiet verband. So gab es allein 1939 am Tag drei Verbindungen mit den Fernschnelltriebwagen nach Frankfurt („Fliegender Frankfurter“) und zwei nach Berlin. Diese hatten nach Frankfurt eine Reisegeschwindigkeit von 106 km/h. Daneben verkehrten allein Richtung Bebra ungefähr 30 weitere Schnell-, Eil- und Personenzüge. Zusätzlich gab es Richtung Süden durch den Thüringer Wald nach Würzburg einen Fernschnellzug, vier Schnellzüge und einen Eilzug.
1988, dem Jahr der höchsten (Nachkriegs-)Gütertransportleistungen der Deutschen Reichsbahn, erbrachte der benachbarte Güterbahnhof einen täglichen Wagenausgang von rund 2450 Wagen in über 80 gebildeten Zügen.
Die nationale Bedeutung im West-Ost- und Nord-Süd-Verkehr hatte der Bahnhof durch seine Grenzlage zwischen 1945 und 1990 verloren. Allerdings war er weiterhin die wichtigste Drehscheibe in Thüringen. Nach der Wiedervereinigung erhöhte sich die Bedeutung des Bahnhofs für den innerdeutschen Verkehr wieder. Im Fernverkehr ist das Aufkommen an Wochenpendlern aus Ostdeutschland mit Arbeitsplatz im Süden und Westen des Landes groß, während die wichtigste Nahverkehrsverbindung in die Nachbarstädte Weimar und Jena führt, wobei neben den etwa 40.000 Studenten der drei Städte auch Berufspendler eine große Gruppe stellen.
Mit Inbetriebnahme der beiden Neubaustrecken plante das Land Thüringen, das Regionalverkehrsangebot zum Knoten Erfurt auszubauen. Es sollte ein Knoten des Integralen Taktfahrplans eingerichtet werden. Zur Symmetrieminute 30 – mit geplanten Ankünften bzw. Abfahrten zwischen den Minuten 24 und 36.  – sollten jeweils vier ICE Richtung Dresden, Frankfurt am Main, München und Berlin im Hauptbahnhof halten. Regionalzüge sollten jeweils kurz davor ankommen und kurz danach abfahren. Der Regionalverkehr sollte dazu 5 bis 15 Minuten vor Ankunft der Fernzüge aus Richtung Dresden, Berlin, München und Frankfurt am Main im Hauptbahnhof Erfurt eintreffen. Der Fernverkehr soll dabei an den Nord- und Südbahnsteigen halten, der Regionalverkehr soll den Mittelbahnsteig, mit je vier Durchgangs- und Stumpfgleisen, benutzen. Um die Verknüpfung zwischen den Gleisen von und zu den Neubaustrecken – auf der Nordseite des Bahnhofs – und den Gleisen zu den Bestandsstrecken Richtung Frankfurt bzw. Weimar herzustellen, müssen weite Teile des Gleisfeldes höhengleich gekreuzt werden. Nach dem Planungsstand von August 2013 sollten im Bahnhof dabei zur ungeraden Stunde die Fernzüge aus Berlin/Halle (Linie 28.1, nach Nürnberg/München), von Berlin/Leipzig (Linie 11, Richtung Frankfurt am Main/Stuttgart), nach Leipzig/Dresden (Linie 50, aus Frankfurt am Main) und nach Leipzig/Berlin (Linie 28.2, aus Nürnberg/München) miteinander verknüpft werden. In der geraden Stunde sind Anschlüsse in der jeweiligen Gegenrichtung vorgesehen. Zweistündlich sind Anschlüsse vom Regionalverkehr von Weimar und von Gera/Jena vorgesehen; stündliche Anschlüsse von diesen Linien werden nach Angaben der Deutschen Bahn im weiteren Planungsprozess angestrebt. Die Mindestübergangszeit sollte zehn Minuten betragen. Darüber hinaus sollten auch die zwischen Berlin und München vorgesehenen ICE Sprinter in Erfurt halten. Nach dem Planungsstand von Ende 2015 wird auch die über Sachsen und Thüringen umgelegte ICE-Linie 11 zur halben Stunde in Erfurt halten. Mit Inbetriebnahme der Neubaustrecken soll die Zahl der täglichen Fahrgäste auf 45.000 steigen. Die geplanten Maßnahmen, wie zuvor beschrieben, wurden weitgehend umgesetzt (aktueller Stand siehe Fernverkehrstabelle weiter unten).
Seit 4. September 2018 ist der Erfurter Hauptbahnhof in das Lufthansa Express Rail-System eingebunden. Die Passagiere der deutschen Fluggesellschaft können somit die Züge der ICE-Linie 50 als Zubringer- bzw. Anschlussverbindung buchen. Damit erhalten die Züge zwischen Erfurt Hbf und Frankfurt Flughafen Fernbahnhof auch eine vierstellige Lufthansa Flugnummer. Zugleich erhält der Bahnhof den IATA-Code XIU als Identifikationsnummer für den Luftverkehr. Die neue Fernverkehrslinie FLX 10 vom privaten Bahnbetreiber Flixtrain bietet seit dem 15. Dezember 2019 eine Alternative zur Deutschen Bahn AG. Aufgrund der Corona-Pandemie kam es zwischen März 2020 und Mai 2021 zu Angebotseinschränkungen im Fernverkehr. Mit dem Fahrplanwechsel am 13. Dezember 2020 wurden in Thüringen die Linienbezeichnungen für den Regionalverkehr vereinheitlicht. Zum kleinen Fahrplanwechsel bei Flixtrain am 23. Juni 2022 wurde die Linie FLX 10 teilweise bis Basel verlängert.
Mit dem Fahrplanwechsel am 11. Dezember 2022 halten im Erfurter Hauptbahnhof wieder Nachtzüge. Das Angebot wurde zum Fahrplanwechsel am 10. Dezember 2023 ausgebaut.

### Fernverkehr
| Linie  | Fahrtverlauf | Takt (Bemerkung)                                                                    | Betreiber                                             |
| ------ | --- | ----------------------------------------------------------------------------------- | ----------------------------------------------------- |
| ICE 8  | München – Nürnberg – Erfurt Hbf – Halle (Saale) – Berlin Südkreuz – Berlin Hbf – Berlin Gesundbrunnen | Zweistundentakt (Sprinter)                                                          | DB Fernverkehr                                        |
| ICE 11 | München – Stuttgart – Frankfurt am Main – Fulda – Eisenach – Erfurt Hbf – Leipzig – Berlin – (Rostock – Warnemünde) | Zweistundentakt                                                                     | DB Fernverkehr                                        |
| ICE 15 | Berlin Gesundbrunnen – Berlin Hbf – Berlin Südkreuz – Halle (Saale) – Erfurt Hbf – Frankfurt (Main) Hbf ( – Stuttgart Hbf) | Zweistundentakt (Sprinter)                                                          | DB Fernverkehr                                        |
| ICE 18 | München – Nürnberg – Erfurt Hbf – Halle (Saale) – Bitterfeld – Berlin Hbf – Hamburg Hbf – Hamburg-Altona | Zweistundentakt                                                                     | DB Fernverkehr                                        |
| ICE 28 | München – Nürnberg – Erfurt Hbf – Leipzig – Lutherstadt Wittenberg – Berlin Hbf – Hamburg Hbf – Hamburg-Altona | Zweistundentakt                                                                     | DB Fernverkehr                                        |
| ICE 29 | München – Nürnberg – Erfurt Hbf – Halle (Saale) – Berlin Südkreuz – Berlin Hbf (– Hamburg Hbf – Hamburg-Altona – Lübeck) | Drei Zugpaare (Sprinter)                                                            | DB Fernverkehr                                        |
| ICE 50 | Dresden – Leipzig – Erfurt Hbf – Eisenach – Fulda – Frankfurt (Main) Hbf – Frankfurt (Main) Flughafen – Mainz – Wiesbaden | Zweistundentakt (Lufthansa Express Rail)                                            | DB Fernverkehr                                        |
| ICE 91 | (Hamburg-Altona – Hamburg Hbf –) Berlin – Halle (Saale) – Erfurt Hbf – Coburg – Nürnberg – Passau – Linz – St. Pölten – Wien | Zwei Zugpaare                                                                       | DB Fernverkehr, ÖBB-Personenverkehr                   |
| IC 17  | (Warnemünde –) Rostock – Berlin – Halle (Saale) – Leipzig – Erfurt Hbf – Nürnberg – Passau – St. Pölten – Wien | Einzelne Züge (nachts)                                                              | DB Fernverkehr, ÖBB-Personenverkehr                   |
| IC 51  | (Düsseldorf / Köln) – Kassel – Eisenach – Gotha – Erfurt Hbf – Weimar – Jena West – Jena-Göschwitz – Gera | Drei Zugpaare                                                                       | DB Fernverkehr (zw. Erfurt und Gera auch als RE 51)   |
| IC 51  | Köln Hbf – Düsseldorf Hbf – Essen Hbf – Dortmund Hbf – Bebra – Eisenach Hbf – Erfurt Hbf – Weimar – Leipzig Hbf | Zwei Zugpaare (Fr, So)                                                              | DB Fernverkehr (zw. Erfurt und Weimar auch als RE 51) |
| FLX 10 | (Basel – Baden-Baden –) Stuttgart – Heidelberg – Frankfurt (Main) – Fulda – (Eisenach – Gotha) – Erfurt Hbf – Halle (Saale) – Berlin | Zwei Zugpaare                                                                       | Flixtrain                                             |
| 12 N   | Zürich HB – Basel SBB – Karlsruhe – Frankfurt (Main) – Erfurt Hbf – Leipzig – Dresden – Decin – Usti nad Labem – Praha Zürich HB – Basel SBB – Karlsruhe – Frankfurt (Main) – Erfurt Hbf – Leipzig – Halle (Saale) – Lutherstadt Wittenberg – Berlin | Zwei Nachtzugpaare (Intercity, Eurocity) (Zugteilung / -vereinigung in Leipzig Hbf) | ČD, DB Fernverkehr, SBB                               |
|        | Stand: Jahresfahrplan 2025; Quelle der Fahrplandaten: www.grahnert.de |                                                                                     |                                                       |

### Regionalverkehr
| Linie | Fahrtverlauf | Takt (min.)    | Fahrzeugeinsatz | Betreiber                      |
| ----- | --- | -------------- | --------------- | ------------------------------ |
| RE 1  | Göttingen – Leinefelde – Gotha – Erfurt Hbf – Jena-Göschwitz – Gera – Gößnitz – Glauchau (Sachs)                 | 120            | BR 612          | DB Regio Südost                |
| RE 2  | Erfurt Hbf – Bad Langensalza – Mühlhausen (Thür) – Leinefelde – Eichenberg – Kassel-Wilhelmshöhe                 | 120            | BR 642          | DB Regio Südost                |
| RE 3  | Erfurt Hbf – Weimar – Jena West – Jena-Göschwitz – Hermsdorf-Klosterlausnitz – Gera – Altenburg/Greiz            | 120            | BR 612          | DB Regio Südost                |
| RE 3  | Erfurt Hbf – Weimar – Jena West – Jena-Göschwitz                                                                 | 120            | BR 612          | DB Regio Südost                |
| RE 7  | Erfurt Hbf – Arnstadt – Plaue (Thür) – Zella-Mehlis – Suhl – Grimmenthal – Schweinfurt – Würzburg                | 120            | BR 612          | DB Regio Südost                |
| RE 10 | Erfurt Hbf – Sömmerda – Artern – Sangerhausen – Hettstedt – Güsten – Staßfurt – Magdeburg                        | 120            | BR 1648         | DB Start                       |
| RE 16 | Erfurt Hbf – Weimar – Apolda - Naumburg Saale - Weißenfels Merseburg - Halle (Saale)                             | 60             | BR 9442         | Abellio Rail Mitteldeutschland |
| RE 29 | Franken-Thüringen-Express Erfurt Hbf – Coburg – Bamberg – Forchheim (Oberfr) – Erlangen – Fürth (Bay) – Nürnberg | Fünf Zugpaare  | BR 4462         | DB Regio Bayern                |
| RE 45 | Erfurt Hbf – Neudietendorf – Arnstadt Hbf – Arnstadt Süd – Ilmenau                                               | Vier Zugpaare  | BR 650          | Süd-Thüringen-Bahn             |
| RE 50 | Erfurt Hbf – Arnstadt Hbf – Zella-Mehlis – Suhl – Meiningen                                                      | Sechs Zugpaare | BR 650          | Süd-Thüringen-Bahn             |
| RE 55 | Erfurt Hbf – Straußfurt – Greußen – Sondershausen – Wolkramshausen – Nordhausen                                  | 120            | BR 642          | DB Regio Südost                |
| RE 56 | Erfurt Hbf – Straußfurt – Greußen – Sondershausen – Wolkramshausen – Nordhausen                                  | 120            | BR 642          | DB Regio Südost                |
| RB 20 | Eisenach Hbf – Gotha – Erfurt Hbf – Weimar – Apolda – Naumburg (Saale) Hbf – Weißenfels – Leipzig Hbf            | 060            | BR 9442         | Abellio Rail Mitteldeutschland |
| RB 21 | Erfurt Hbf – Weimar – Jena West – Jena-Göschwitz – Hermsdorf-Klosterlausnitz – Gera                              | 120            | BR 650          | Erfurter Bahn                  |
| RB 23 | Erfurt Hbf – Neudietendorf – Arnstadt – Stadtilm – Rottenbach – Saalfeld (Saale)                                 | 60             | BR 650          | Erfurter Bahn                  |
| RB 44 | Erfurt Hbf – Neudietendorf – Arnstadt – Plaue (Thür) – Zella-Mehlis – Suhl – Grimmenthal – Meiningen             | 120            | BR 650          | Süd-Thüringen-Bahn             |
| RB 46 | Erfurt Hbf – Neudietendorf – Arnstadt – Plaue (Thür) – Ilmenau (– Rennsteig)                                     | 060            | BR 650, ITINO   | Süd-Thüringen-Bahn             |
| RB 52 | Erfurt Hbf – Bad Langensalza – Mühlhausen (Thür) – Leinefelde                                                    | 120            | BR 642          | DB Regio Südost                |
| RB 59 | Erfurt Hbf – Sömmerda – Artern – Sangerhausen                                                                    | 120            | BR 9442         | Abellio Rail Mitteldeutschland |
| RB 59 | Erfurt Hbf – Erfurt Ost – Stotternheim – Großrudestedt – Sömmerda                                                | 120            | BR 9442         | Abellio Rail Mitteldeutschland |
|       | Stand: Jahresfahrplan 2025; Quelle der Fahrplandaten: www.bahn.de                                                |                |                 |                                |

### Stadtbahn
| Linie | Fahrtverlauf | Takt in der HVZ | Betreiber |
| ----- | --- | --------------- | --------- |
| 1     | Europaplatz – Rieth – Lutherkirche – Augustinerkloster – Anger – Hauptbahnhof – Landtag/Stadion Nord – Thüringenhalle                 | 10 min          | EVAG      |
| 2     | P+R-Platz Messe – Messe – MDR/Kinderkanal – egapark – Gothaer Platz – Domplatz Süd – Anger – Hauptbahnhof – Melchendorf – Wiesenhügel | 10 min          | EVAG      |
| 3     | Europaplatz – Universität – Domplatz Nord – Fischmarkt/Rathaus – Anger – Hauptbahnhof – Melchendorf – Urbicher Kreuz                  | 10 min          | EVAG      |
| 5     | Zoopark – Roter Berg – Grubenstraße – Lutherkirche – Augustinerkloster – Anger – Hauptbahnhof                                         | 10 min          | EVAG      |
| 6     | Rieth – Klinikum – Universität – Domplatz Nord – Fischmarkt/Rathaus – Anger – Hauptbahnhof – Steigerstraße                            | 10 min          | EVAG      |

### Stadtbus
| Linie | Fahrtverlauf                                                                        | Betreiber |
| ----- | ----------------------------------------------------------------------------------- | --------- |
| 9     | Daberstedt – Spielbergtor – Hauptbahnhof – Steinplatz – Salinenstraße – Nordbahnhof | EVAG      |
| 51    | Urbicher Kreuz – Linderbach – Hauptbahnhof – Hochheim – Möbisburg/Molsdorf          | EVAG      |
| 60    | Urbicher Kreuz – Dittelstedt – Hauptbahnhof – Möbisburg                             | EVAG      |

Des Weiteren existiert noch ein Busbahnhof für den Regionalverkehr sowie eine Haltestelle für Fernbusse. Ein Taxistand, eine Tiefgarage und zwei Fahrradstationen runden die Infrastruktur des Erfurter Hauptbahnhofes ab.

## Technik
Als erster großer Personenbahnhof in Deutschland ist Erfurt Hauptbahnhof mit dem europäischen Zugbeeinflussungssystem ETCS ausgerüstet. 2015 wurden die Bahnsteiggleise 1, 2 sowie 9 und 10 von bzw. in Richtung der Neubaustrecke nach Halle/Leipzig mit ETCS ausgerüstet, für die Neubaustrecke Richtung Bamberg erfolgte 2017 eine weiterführende Ausrüstung. Ein weiterer Ausbau erfolgte im Zuge der ETCS-Ausrüstung der Strecke nach Eisenach im Jahr 2018.
Im Bereich des Bahnhofs liegen zwei der drei ESTW-Unterzentralen (Erfurt und Erfurt NBS) sowie mit Erfurt Knoten und Erfurt Neubaustrecke, zwei der fünf ETCS-Streckenzentralen der Neubaustrecken des Verkehrsprojekts Deutsche Einheit Nr. 8. Diese Einrichtungen sind in einem Modulgebäude auf der Nordseite des Güterbahnhofes untergebracht.
Am Pfingstmontag 2021 führte ein Stellwerksausfall aufgrund eines technischen Defekts zu weiträumigen Umleitungen.

## Auszeichnungen
Am 2. September 2009 wurde der Erfurter Hauptbahnhof durch Allianz pro Schiene mit dem Titel Bahnhof des Jahres 2009 in der Kategorie „Großstadtbahnhof“ ausgezeichnet.